# Svimning
Svimning (stundom synkopering eller synkope, av senlatin: syncope, syncopa, av klassisk grekiska: συγκορή, synkope′, ”förkortande”) är en kortvarig förlust av medvetandet på grund av brist på blod och/eller syre i hjärnan.
Svimning, där mekanismen bakom medvetandeförlusten är känd, ingår i en grupp med sjukdomar som går under benämning, övergående medvetandeförlust. I denna grupp ingår även generella/generaliserade kramper, intoxikationer, metabola rubbningar, skalltrauma, vertebralis-TIA men i dessa fall är orsaken till medvetandeförlust annan.
Vanligt fenomen som i de allra flesta fall är godartat men som ibland kan tala för allvarlig sjukdom. Man uppskattar att ca 40-50 % av befolkningen kommer att svimma någon gång under sin livstid. Av dessa kommer ca 35 % ha återkommande svimningar. Oftast svimmar man som ung vuxen eller då man blivit gammal. Hos unga är svimning oftast ett godartat symtom.[1]

## Orsaker
Svimning kan ha många orsaker. Svimning i upprättstående ställning beror oftast på blodtrycksfall. En orsak till svimning, särskilt hos unga, gängliga personer, är ortostatism, dvs. oförmåga att hålla blodtrycket tillräckligt högt när man reser sig från sittande eller liggande till stående ställning eller om man stått länge i upprätt ställning. Om svimningen beror på ortostatism regleras blodfördelningen automatiskt när personen är i liggande ställning, och svimningen går snabbt över.
Några andra orsaker till svimning är vätskebrist och lågt blodsocker. Hjärtrytmrubbningar kan också leda till svimningar. Vid ovanligt varmt väder, fysisk ansträngning och dåligt fungerade termoreglering kan man drabbas av värmekollaps, ett läge av värmerelaterade sjukdomstillstånd.

## Klassifikation
Svimning klassificeras enligt nedan:
1. Reflex - 60 %
2. Ortostatisk - 15 %
3. Kardiell - 15 %
4. Oförklarad - 10 %

## Symtom
En person som håller på att svimma känner sig oftast varm och yr, synen kan bli oklar, man kan få lock i öronen och höra ett konstant pipande (tinnitusartat). I vissa fall minns man inte vad som hände när man fick förkänningen.